# Jüri Tamm
Jüri Tamm (ur. 5 lutego 1957 w Parnawie, zm. 22 września 2021) – radziecko-estoński lekkoatleta, specjalizujący się w rzucie młotem, dwukrotny medalista olimpijski. Po zakończeniu kariery działacz sportowy i polityk.

## Życiorys

### Wykształcenie
Ukończył w 1975 szkołę średnią w Parnawie, w 1979 został absolwentem trenerstwa w Kijowskim Instytucie Wychowania Fizycznego.

### Kariera sportowa
Jako sportowiec największe sukcesy odnosił, startując w barwach Związku Radzieckiego. Na Letnich Igrzyskach Olimpijskich w 1980 w Moskwie zdobył brązowy medal, plasując się za innymi zawodnikami tej samej reprezentacji: Jurijem Siedychem i Siergiejem Litwinowem. W tym samym roku ustanowił rekord świata wynikiem 80,46 m, który został poprawiony jeszcze na tych samych zawodach przez Jurija Siedycha. W 1983 zwyciężył na Letniej Uniwersjadzie w Edmonton, dwa lata wcześniej w Bukareszcie zdobył srebrny medal na zawodach tej rangi. W 1985 wygrał konkurs rzutu młotem podczas rozegranego w Moskwie finału A Pucharu Europy, przyczyniając się do zwycięstwa reprezentacji ZSRR w tych zawodach. Sezon zakończył wygraniem konkursu w Pucharze Świata, jego wynik (84,08 m) był najlepszym rezultatem uzyskanym w sezonie 1985 na świecie. Został srebrnym medalistą mistrzostw świata w 1987 w Rzymie. Na Letnich Igrzyskach Olimpijskich w 1988 w Seulu ponownie zdobył brązowy medal (za Siergiejem Litwinowem i Jurijem Siedychem).
Po odzyskaniu niepodległości przez Estonię reprezentował to państwo. Na Letnich Igrzyskach Olimpijskich w 1992 w Barcelonie zajął 5. miejsce. Wystąpił również na mistrzostwach Europy w 1994 w Helsinkach, mistrzostwach świata w 1995 w Göteborgu oraz Letnich Igrzyskach Olimpijskich w 1996 w Atlancie, odpadając w eliminacjach.
Swój rekord życiowy (84,40 m) ustanowił w 1984 w Bańskiej Bystrzycy, wynik ten jest aktualnym rekordem Estonii, a także 8. rezultatem w historii tej konkurencji. Był mistrzem ZSRR w 1987 i 1988 oraz mistrzem Estonii w 1991, 1993 i 1994.

### Działalność trenerska i polityczna
W latach 90. zajmował też działalnością trenerską w Hiszpanii, był konsultantem  narodowej reprezentacji tego kraju. Po 1994 pracował w spółkach prawa handlowego. W 1998 wstąpił do partii Umiarkowani (przekształconej później w Partię Socjaldemokratyczną). Z jej ramienia w 1999 i 2003 był wybierany do Zgromadzenia Państwowego. W 2007 nie uzyskał reelekcji, zasiadł jednak w Riigikogu XI kadencji jeszcze w tym samym roku po rezygnacji jednej z deputowanych socjaldemokratów. W maju 2016 objął funkcję wiceprezesa Estońskiego Komitetu Olimpijskiego.

## Odznaczenia
- Order Gwiazdy Białej IV klasy – 2006[5]
- Medal Rady Bałtyckiej – 2002[6]